# 高等学校野球 地区代表大会
高等学校野球 地区代表大会（こうとうがっこうやきゅう ちくだいひょうたかい）は、1951年11月23日から11月26日まで明治神宮野球場で行われた高等学校の硬式野球の大会である。日本学生野球協会と全国高等学校野球連盟が主催、朝日新聞社後援で開催されたが、主催者の都合で開催はこの1回だけであった。

## 出場校
北海道
- 函館西（北海道）

東北
- 秋田南（秋田）

関東
- 日大三（東京）

北信越
- 松商学園（長野）

中部
- 静岡商（静岡）

近畿
- 芦屋（兵庫）

中国
- 広島観音（広島）

四国
- 土佐（高知）

九州
- 門司東（福岡）

## 試合結果

### 1回戦
11月23日
- 広島観音 7x - 6 静岡商

### 2回戦
- 日大三 9 - 1 秋田南（7回コールド）

11月24日
- 土佐 3 - 1 芦屋
- 松商学園 6 - 3 門司東
- 函館西 8 - 3 広島観音

### 準決勝
11月25日
- 日大三 2 - 0 土佐
- 函館西 3 - 2 松商学園

### 決勝
11月26日
|        | 1 | 2 | 3 | 4 | 5 | 6 | 7 | 8 | 9 | R |
| ------ | - | - | - | - | - | - | - | - | - | - |
| 函館西 | 1 | 0 | 0 | 0 | 0 | 0 | 0 | 0 | 0 | 1 |
| 日大三 | 0 | 0 | 0 | 0 | 0 | 0 | 0 | 3 | X | 3 |

1. （函）：太田 - 町田
2. （日）：若杉 - 大沢